# Blaptica argentina
Blaptica argentina är en kackerlacksart som beskrevs av Frank Nigel Hepper 1967. Blaptica argentina ingår i släktet Blaptica och familjen jättekackerlackor. Inga underarter finns listade.